# کیو، نیو ساوت ولز
کیو (به انگلیسی: Kew) یک شهرک در استرالیا است که در نیو ساوت ولز واقع شده‌است.

## افراد سرشناس
- نانسی بیرد والتون (۱۹۱۵–۲۰۰۹)معروف‌ترین چهره هواپیمایی.[۲]